# Vinzentius-Krankenhaus Landau
Das Vinzentius-Krankenhaus Landau ist ein Krankenhaus in der rheinland-pfälzischen Stadt Landau. Es verfügt über 399 Betten, 10 Fachkliniken und vier zertifizierte Medizinische Zentren (Darm-, Trauma-, Perinatal- und Diabeteszentrum). Im TraumaNetzwerkD der DGU übernimmt das Vinzentius-Krankenhaus Landau – neben der BG Klinik Ludwigshafen als überregionales Traumazentrum – die Versorgung von Schwerverletzten in der Region.

## Geschichte
1888 wurde auf dem Gelände des heutigen Vinzentius-Krankenhauses ein Schwesternhaus – das „Vinzentius-Stift“ – errichtet. Namenspatron des Stiftes und Krankenhauses ist Vinzenz von Paul (* 24. April 1581 in Pouy, Südfrankreich; † 27. September 1660), der sich als Priester den Armen, Kranken und in Not Geratenen annahm und sie durch freiwillige Helfer aufsuchen ließ. Die Betreuung von Bedürftigen durch Ehrenamtliche war in der damaligen Zeit etwas völlig Neues.
Finanziert von einer reichen Landauer Bürgerin, beherbergte das „Vinzentius-Stift“ zunächst eine Kleinkinderschule, eine Mädchenarbeitsschule sowie einige Schwesterwohnräume. Zusammen mit dem Chirurgen Karl Hugel betrieb Ernst Maxon den Bau eines Krankenhauses, der 1898 begann. 1901 wurde ein Neubau mit 35 Krankenbetten fertiggestellt und eröffnet. Finanziert wurde der Bau von dem caritativen Verein St. Vinzentius. Ab 1929 beteiligte sich die Diözese Speyer am weiteren Ausbau des Krankenhauses. Die Pflege der Kranken übernahm die Schwesterngemeinschaft „Arme Franziskanerinnen von der Heiligen Familie“, die der Pfarrer Paul Josef Nardini 1855 in Pirmasens gegründet hatte. Bis 31. Mai 2008 versahen Schwestern des Ordens im Vinzentius-Krankenhaus ihren täglichen Dienst.
Gegen Ende des Zweiten Weltkrieges 1945 wurde das Krankenhaus stark beschädigt. Im Zuge des kontinuierlichen Wiederaufbaus wurde das Belegkrankenhaus 1947 in ein Krankenhaus mit Hauptfachabteilungen umgewandelt. Sukzessiv wurde das Leistungsspektrum des Vinzentius-Krankenhauses durch verschiedene medizinische Fachabteilungen und Zentren sowie die bereits 1971 erbaute Kinderklinik erweitert. 2006 wurde das Perinatalzentrum der Kliniken für Kinder- und Jugendmedizin, Gynäkologie und Geburtshilfe eingerichtet, um eine optimale Schwangerschaftsbetreuung, Geburtshilfe und nachgeburtlichen Versorgung von Mutter und Kind sicherzustellen. 2007 erfolgte die Zertifizierung des Diabeteszentrums und der Fußambulanz nach den Richtlinien der Deutschen Diabetes-Gesellschaft, 2008 die Zertifizierung als regionales Traumazentrum nach den Richtlinien der deutschen Gesellschaft für Unfallchirurgie. 2009 eröffnete ein Interdisziplinäres Darmzentrum, das sich aus Gastroenterologen, Onkologen, Anästhesisten, Pathologen, Radiologen und Strahlentherapeuten zusammensetzt.
Seit 2005 obliegt der Caritas Trägergesellschaft Saarbrücken mbH (cts) die Geschäftsführung des Krankenhauses, die Trägerschaft übertrug der bischöfliche Stuhl in Speyer im Jahr 2009 an die Vinzentius-Krankenhaus Landau GmbH.

## Leistungsprofil

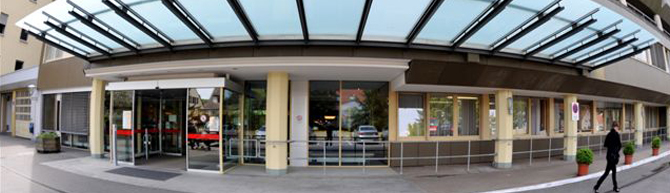
Haupteingang des Krankenhauses

### Kliniken
- Medizinische Klinik I, Allgemeine Innere Medizin, Gastroenterologie, Hepatologie, Endokrinologie, Diabetologie und Hämato-Onkologie
- Medizinische Klinik II, Allgemeine und Invasive Kardiologie
- Klinik für Allgemein-, Viszeral- und Gefäßchirurgie
- Klinik für Unfallchirurgie und Orthopädie
- Klinik für Gynäkologie und Geburtshilfe
- Klinik für Kinder- und Jugendheilkunde
- Klinik für Urologie und Kinderurologie
- Klinik für Anästhesiologie, Intensivmedizin-Schmerztherapie
- Radiologie
- Hals-, Nasen- und Ohrenheilkunde, plastische Chirurgie

### Zentren
- Zertifiziertes Perinatalzentrum: Im Perinatalzentrum arbeiten Geburtshilfe und Neonatologie fachübergreifend eng zusammen, um eine optimale Schwangerschaftsbetreuung, Geburtshilfe und nachgeburtliche Versorgung von Mutter und Kind zu erreichen. Betreut werden hier auch Risikoschwangerschaften und Schwangere mit drohender Frühgeburt.   Das Perinatalzentrum entspricht der Versorgungsstufe „Level II“ und ist damit berechtigt, Frühgeborene ab der 30. Schwangerschaftswoche oder 1250 Gramm Geburtsgewicht zu entbinden.[4]
- Zertifiziertes Diabeteszentrum: Das Diabeteszentrum des Vinzentius-Krankenhauses ist zertifiziert als „Behandlungseinrichtung für Typ 1 und Typ 2 Diabetiker“ (Stufe 2) entsprechend den Richtlinien der Deutschen Diabetes-Gesellschaft.[5]
- Zertifiziertes Darmzentrum: Das Darmzentrum des Vinzentius-Krankenhauses ist zertifiziert nach DIN EN ISO 9001:2008. Die Organisation des Zentrums orientiert sich an den Vorgaben der Deutschen Krebsgesellschaft.[6]
- Zertifiziertes regionales Traumazentrum: Die unfallchirurgische Klinik des Vinzentius-Krankenhauses wurde 2008 als erstes regionales Traumazentrum im Traumanetzwerk Vorderpfalz von der Deutschen Gesellschaft für Unfallchirurgie zertifiziert.[7]

### Einrichtungen
- Notfalldienstzentrale
- Physiotherapie
- Ambulantes Operieren
- Ambulanter Hospiz- und Palliativberatungsdienst
- Nardini Pflegeschule
  - Ausbildungsplätze, Stand 2017: 137